# Paraphotina reticulata
Paraphotina reticulata es una especie de mantis de la familia Mantidae.

## Distribución geográfica
Se encuentra en Brasil y Venezuela.